# Campionat britànic de trial 1993
La temporada de 1993 del Campionat britànic de trial fou la 44a edició d'aquest campionat, organitzat per l'ACU. El calendari oficial constava de 10 proves puntuables.

## Classificació final
| Posició | Pilot           | Motocicleta | Punts |
| ------- | --------------- | ----------- | ----- |
| 1       | Steve Colley    | Beta        | 169   |
| 2       | Steve Saunders  | Gas Gas     | 156   |
| 3       | Robert Crawford | Aprilia     | 128   |
| 4       | John Shirt      | Gas Gas     | 127   |
| 5       | Wayne Braybrook | Gas Gas     | 117   |
| 6       | Graham Jarvis   | Aprilia     | 115   |
| 7       | Dougie Lampkin  | Beta        | 86    |
| 8       | Adam Norris     | Yamaha      | 78    |
| 9       | Paul Rose       | Yamaha      | 53    |
| 10      | Phil Alderson   | Yamaha      | 49    |